# Tring
Tring è un paese di 11 835 abitanti della contea dell'Hertfordshire, in Inghilterra.